# ʻOpaekaʻa Road Bridge
Die ʻOpaekaʻa Road Bridge (deutsch, englisch Opaekaa Road Bridge) ist eine in das National Register of Historic Places eingetragene Brücke nahe der Ortschaft Kapaʻa auf der Insel Kauaʻi des Bundesstaats Hawaii der Vereinigten Staaten. Das Bauwerk wurde 1890 gebaut, aber erst 1894–1895 errichtet und 1919 umgesetzt.

## Geschichte
1888 wurde von der hawaiischen Regierung beschlossen, eine Brücke über den Wailua River zu bauen. Die vorgefertigten Bauteile der Eisenfachwerkbrücke wurden von der Firma Alexander Findlay & Co. bei Glasgow 1890 geliefert. Aufgrund fehlender Finanzmittel konnte die Brücke erst 1894 bis 1895 aufgebaut werden. Diese Brücke wurde bereits 1919 durch eine Betonbogenbrücke ersetzt.
Der County-Ingenieur Joseph H. Moragne verwendete 1919 einen Teil der alten Brücke zur Überquerung des Flusses ʻOpaekaʻa Stream zum neuen Siedlungsgebiet Wailua Homesteads. Am 28. März 1983 wurde sie in das National Register of Historic Places aufgenommen. Zudem wurde die Brücke als historischer Platz von der State Historic Preservation Division des Staates Hawaii eingetragen (SHPD Historic Site Number: 30-08-9377).
Aufgrund des schlechten Zustands der Brücke wurde das zulässige Gewicht auf fünf Tonnen beschränkt.

## Beschreibung
Die Brücke ist möglicherweise die einzige vorhandene Brücke in den Vereinigten Staaten aus britischer Produktion und eines der wenigen erhaltenen britischen Produkte des 19. Jahrhunderts auf Hawaii. Gleichzeitig ist sie eine der letzten Eisenfachwerkbrücken des Staates. Die 22,6 Meter lange, einspurige Fachwerkbrücke besteht aus Schmiedeeisen. Sieben triangelförmige Metallpaneele bilden auf jeder Seite das Fachwerk. Die Brücke liegt auf zwei Widerlagern und einem Stützpfeiler aus Lavagestein auf. Die Tragfläche besteht aus verstärktem Beton.